# Wilbur Sweatman
Wilbur Sweatman (Brunswick, 1882. február 7. – New York, 1961. március 9.) amerikai ragtime és dixieland zenész, klarinétos, zenekarvezető, zeneszerző. Sweatman volt az egyik első afroamerikai zenész, akinek országszerte voltak rajongói.

## Pályafutása
Wilbur Sweatman zenei pályáját egy cirkuszi zenekarban kezdte, majd 1902 körül már az úgynevezett pszeudo-szimfonikus zenekarait vezette. Kezdetben a Sweatman zenekar ragtime zenekar volt. A dzsessz megjelenésekor számára világos volt, hogyan kell megváltoztatnia repertoárjának és játékstílusának.
1916 decemberében az Emerson Records számára is felvette a „Down Home Rag” című dalát, amelyet az egyik első dzsesszfelvételként tartanak számon. Az olyan együttesek sikerének köszönhetően, mint az Original Dixieland Jass Band és az Original Creole Orchestra, Sweatman 1917-ben stílust és a felállást váltott. 1917 áprilisában a Pathé Records stúdióba hívta újjá alakult együttesét, hogy vegyen fel hat számot, amelyek még közel álltak a ragtimehoz, de már rögtönzöttek („A Bag of Rags” és a „Joe Turner Blues”).
Számos jelentős zenész dolgozott vele, köztük Duke Ellington, Coleman Hawkins és Cozy Cole. Gyakran játszottak a jól ismert Connie's Inn New York-i klubban.
Az 1940-es és az 1950-es évek elejéig New Yorkban játszott, de erőfeszítéseit egyre inkább a lemezkiadói üzletre és a tehetségek lefoglalására összpontosította. 1937-ben az ASCAP arról számolt be, hogy a „Down Home Rag” című lemezt több mint 2000-szer játszották a rádióban.
Wilbur Sweatman 1961. március 9-én halt meg New Yorkban. Lánya, Barbara örökölte a hagyatékát, amely többnyire a kiadói üzletéből és néhány személyes iratból állt. A birtok, amely Scott Joplin papírjait is tartalmazta, végül Sweatman nővére, Eva kezébe került.

## Albumok
- 2005: Jazzin' Straight Thru' Paradise
- 2005: Recorded in New York 1916-1935

## Lemezválogatás (kislemezek)
- Down Home Rag
- Battleship Kate
- Slide, Kelly, Slide
- Regretful Blues
- Rainy Day Blues
- Lonesome Road
- Ja-Da! (Ja-Da, Ja-Da, Jing, Jing, Jing)
- Hello, Hello!
- That's Got 'Em
- Kansas City Blues
- A Good Man is Hard To Find (Intro: Sweet Child) feat. Wilbur Sweatman's Original Jazz Band
- Those Draftin' Blues
- Think of Me Little Daddy
- Rock-A-Bye Your Baby with a Dixie Melody
- Ringtail Blues
- Oh! You la! La!
- Lucille
- Indianola
- I'll Say She Does
- Al Jolson
- I Ain't Gonna Give Nobody None O'This Jellyroll
- Has Anybody Seen My Corinne
- A Good Man Is Hard to Find
- Good-Bye Alexander (Goodbye Honey Boy)
- Ev'rybody's Crazy 'Bout the Doggone Blues But I'm Happy

## Fordítás
Ez a szócikk részben vagy egészben  a   Wilbur Sweatman című német Wikipédia-szócikk ezen változatának fordításán alapul.  Az eredeti cikk szerkesztőit annak laptörténete sorolja fel. Ez a jelzés csupán a megfogalmazás eredetét és a szerzői jogokat jelzi, nem szolgál a cikkben szereplő információk forrásmegjelöléseként.